# Zoveel pijn
Zoveel pijn is een lied van de Nederlandse rappers Sevn Alias en Kempi. Het werd in 2022 als single uitgebracht.

## Achtergrond
Zoveel pijn is geschreven door Sevaio Mook, Jerreley Slijger, Anson Gosine, Duane Perera en Anneudy Gonzalez en geproduceerd door AG Blaxx. Het is een nummer uit het genre nederhop. In het nummer wordt een deel van Kempi's lied Zoveel stress van de mixtape Mixtape 2: Rap 'N Borie gesampled. Het is niet de eerste keer dat de twee rappers samen op een lied te horen zijn. Zo stonden ze beiden onder andere op Money like we en Cocaina (Remix). 

## Hitnoteringen
De rappers hadden bescheiden succes met het lied in Nederland. Het piekte op de 22e plek van de Single Top 100 en stond 6 weken in deze hitlijst. Er was geen notering in de Top 40, maar het kwam tot de vijftiende plaats van de Tipparade.